# The River (telessérie)
The River é uma série americana que envolve atividades paranormais, aventura, terror e ação, teve estreia no dia 7 de fevereiro de 2012 nos Estados Unidos, durante a temporada de inverno 2011-12 na rede de televisão ABC. Oito episódios foram produzidos para a primeira temporada.
Na Espanha, a série foi lançada dia 13 de fevereiro de 2012, a série foi exibida no canal da FOX da Espanha. Mas, The River foi cancelada pela ABC no dia 20 de março de 2012. No Brasil, a série foi exibida pelo canal AXN.
Depois que The River foi oficialmente cancelada pela ABC devido à sua baixa audiência, a Netflix estava em negociações com ABC Studios sobre a possibilidade de continuar a série em seu serviço de distribuição digital video-on-demand.

## Enredo
O famoso explorador Dr. Emmet Cole (Bruce Greenwood) foi em busca da magia nos cantos mais profundos e desconhecidos da Amazônia, mas acaba desaparecendo misteriosamente. A chocante verdade sobre o desaparecimento de Emmet está lá fora, em algum lugar, esperando apenas para que descubram. Para milhões de crianças que cresceram assistindo ao seu programa sobre a natureza, Dr. Cole era considerado um herói. Já o seu filho, Lincoln (Joe Anderson) considerava ele como um enigma.
Após seis meses depois do desaparecimento do Dr. Emmet, o seu filho Lincoln (Joe Anderson), que tinha uma relação dura com o pai, está pronto para por um fim nessa história de desaparecimento, e deixar o passado para trás. Sua mãe, Tess Cole (Leslie Hope), o incentiva fazer uma busca pelo seu pai na Amazônia. O resgate pelo Dr. Cole estará sendo registrada por Clark Quitely (Paul Blackthorne) e sua equipe, que planejam transformar a expedição em uma missão documentada para a TV.

## Elenco
- Bruce Greenwood como o Dr. Emmet Cole, um famoso explorador conhecido na TV por seu programa.
- Leslie Hope como Tess Cole, esposa de Emmet Cole e mãe de Lincoln.
- Eloise Mumford como Lena Landry, filha de Russ Landry, cameraman desaparecido.
- Paul Blackthorne como Clark Quitely, produtor do documentário.
- Thomas Kretschmann como o Capitão Kurt Brynildson, responsável pela segurança da tripulação durante a expedição.
- Daniel Zacapa como Emilio Valenzuela, o mecânico do barco.
- Shaun Parkes como A.J. Poulain, o cinesgrafista principal.
- Paulina Gaitán como Jahel Valenzuela, filha de Emilio.

## Recepção da crítica
Em sua primeira temporada, The River teve recepção geralmente favorável por parte da crítica especializada. Com base de 29 avaliações profissionais, alcançou uma pontuação de 65% no Metacritic. Por votos dos usuários do site, atinge uma nota de 6.1, usada para avaliar a recepção do público.